# Trận Knjaževac
Lỗi Lua trong Mô_đun:Location_map tại dòng 495: Không có giá trị kinh độ.
Trận Knjaževac là một trận đánh giữa Quân đội Bulgaria và Quân đội Serbia trong cuộc Chiến tranh Balkan lần thứ hai. Trận đánh diễn ra vào tháng 7 năm 1913 và kết thúc với việc Tập đoàn quân số 1 của Bulgaria chiếm được thành phố Knjaževac của Serbia.